# Mimocoedomea fusca
Mimocoedomea fusca là một loài bọ cánh cứng trong họ Cerambycidae.